# La Porteuse de pain (film, 1950)
Pour les articles homonymes, voir La Porteuse de pain (homonymie).
Pour plus de détails, voir Fiche technique et Distribution.
La Porteuse de pain (La portatrice di pane) est un film franco-italien réalisé par Maurice Cloche et sorti en France en 1950.

## Synopsis
À la fin du XIXe siècle, Jeanne Fortier (Vivi Gioi) est injustement accusée d'avoir tué son patron et mis le feu à l'usine qui l'employait. À la mort de son époux, elle avait repoussé les avances de Jacques Garaud (Carlo Ninchi), qui a volé de l'argent et le projet d'invention de Jules Labroue (Philippe Lemaire), et qui l'a également assassiné. Elle se voit condamnée à la prison à vie. Pendant ce temps Jacques Garaud fuit en Amérique et fait fortune avec l'invention volée. Il revient en France sous le nom de Paul Harmant, mais Ovide Soliveau (Jean Tissier), le cousin du vrai Paul Harmant décédé, le fera chanter. Femme vieillie, Jeanne Fortier, qui avait perdu la trace de ses enfants, s'évade vingt ans plus tard et devient porteuse de pain. Puis elle retrouve son ami Castel, le peintre (Nerio Bernardi) et sa fille Lucie (Nicole Francis)...

## Fiche technique
- Titre du film : La Porteuse de pain
- Titre italien : La portatrice di pane
- Réalisation : Maurice Cloche
- Scénario : Maurice Cloche, d'après le roman de Xavier de Montepin
- Dialogues : Yves Mirande et Maurice Cloche
- Décors : Léonidas Maroulis
- Costumes : Mireille Leydet
- Photographie : Carlo Montuori
- Musique : Ettore Montanaro
- Montage : Renée Gary
- Son : Jean Rieul et Ovidio del Grande
- Pays d'origine : France - Italie
- Genre : Drame
- Durée : 98 minutes
- Diffusion en salles en France : 
  - France : 10 novembre 1950
  - Italie : 14 septembre 1950

## Distribution
- Vivi Gioi : Jeanne Fortier / Lise Perrin
- Carlo Ninchi : Jacques Garaud / Paul Harmant
- Irene Genna : Marie Harmant
- Jean Tissier : Ovide Soliveau
- Jacky Flynt : Amanda
- Nerio Bernardi : Castel, le peintre
- Philippe Lemaire : Jules Labroue
- Gabriel Cattand : Georges Darier
- Nicole Francis : Lucie Fortier
- Giovanna Galletti : Madame Augustine, la directrice de la maison de couture
- Roberto Bruni : l'avocat Segoya